# Hesse (Moselle)
Hesse [ɛs] (deutsch Hessen in Lothringen) ist ein Dorf und eine Gemeinde mit 552 Einwohnern (Stand 1. Januar 2022) im französischen Département Moselle in der Region Grand Est (bis 2015 Lothringen). Die Gemeinde gehört zum Arrondissement Sarrebourg-Château-Salins.

## Geographie
Hesse liegt am Rhein-Marne-Kanal, etwa vier Kilometer südlich von Sarrebourg (deutsch Saarburg) auf einer Höhe zwischen 252 und 325 m über dem Meeresspiegel. Das Gemeindegebiet umfasst 13,02 km². Die Ortschaft ist von Waldgebieten umgeben.

## Geschichte

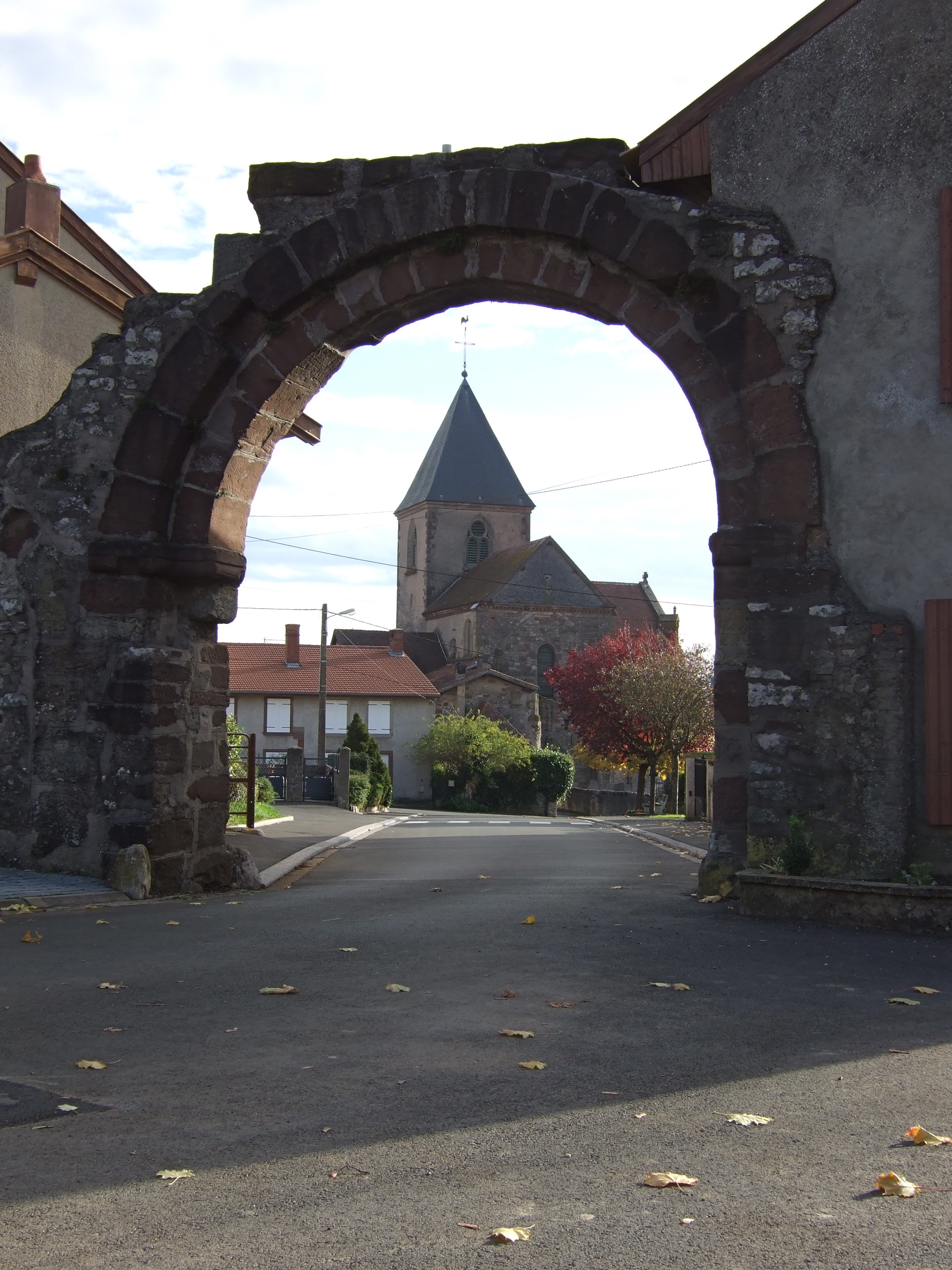
Blick durch die Vieille Porte auf die Klosterkirche Saint-Laurent

Die Ortschaft gehörte früher zum Herzogtum Lothringen und dem Bistum Metz. Im Mittelalter bestand ein Benediktinerkloster (hillensis monasterium) mit der Klosterkirche Saint-Laurent. 
1661 kam das Dorf im Vertrag von Vincennes vom Herzogtum Lothringen an Frankreich und im Frankfurter Frieden vom 10. Mai 1871 mit der Region an das deutsche Reichsland Elsaß-Lothringen. Hessen wurde dem Kreis Saarburg im Bezirk Lothringen zugeordnet. Im Dorf war eine Mühle, die Bewohner ernährten sich von Landwirtschaft und betrieben Viehzucht.
Ende des 19. Jahrhunderts sprach die Bevölkerung nur Französisch respektive Patois. Auch die Schulsprache war Französisch. Hesse gehörte zu den Grenzorten der deutsch-französischen Sprachgrenze.
Nach dem Ersten Weltkrieg musste die Region aufgrund der Bestimmungen des Versailler Vertrags 1919 an Frankreich abgetreten werden und wurde Teil des Département Moselle. Im Zweiten Weltkrieg war die Region von der deutschen Wehrmacht besetzt.

### Bevölkerungsentwicklung
| Jahr      | 1962 | 1968 | 1975 | 1982 | 1990 | 1999 | 2009 | 2019 |
| Einwohner | 553  | 574  | 548  | 546  | 566  | 601  | 610  | 563  |